# Casa de Raül Duran
La Casa de Raül Duran és un edifici de la vila de Vilafranca de Conflent, a la comarca d'aquest nom, a la Catalunya del Nord. Està inventariat com a monument històric.

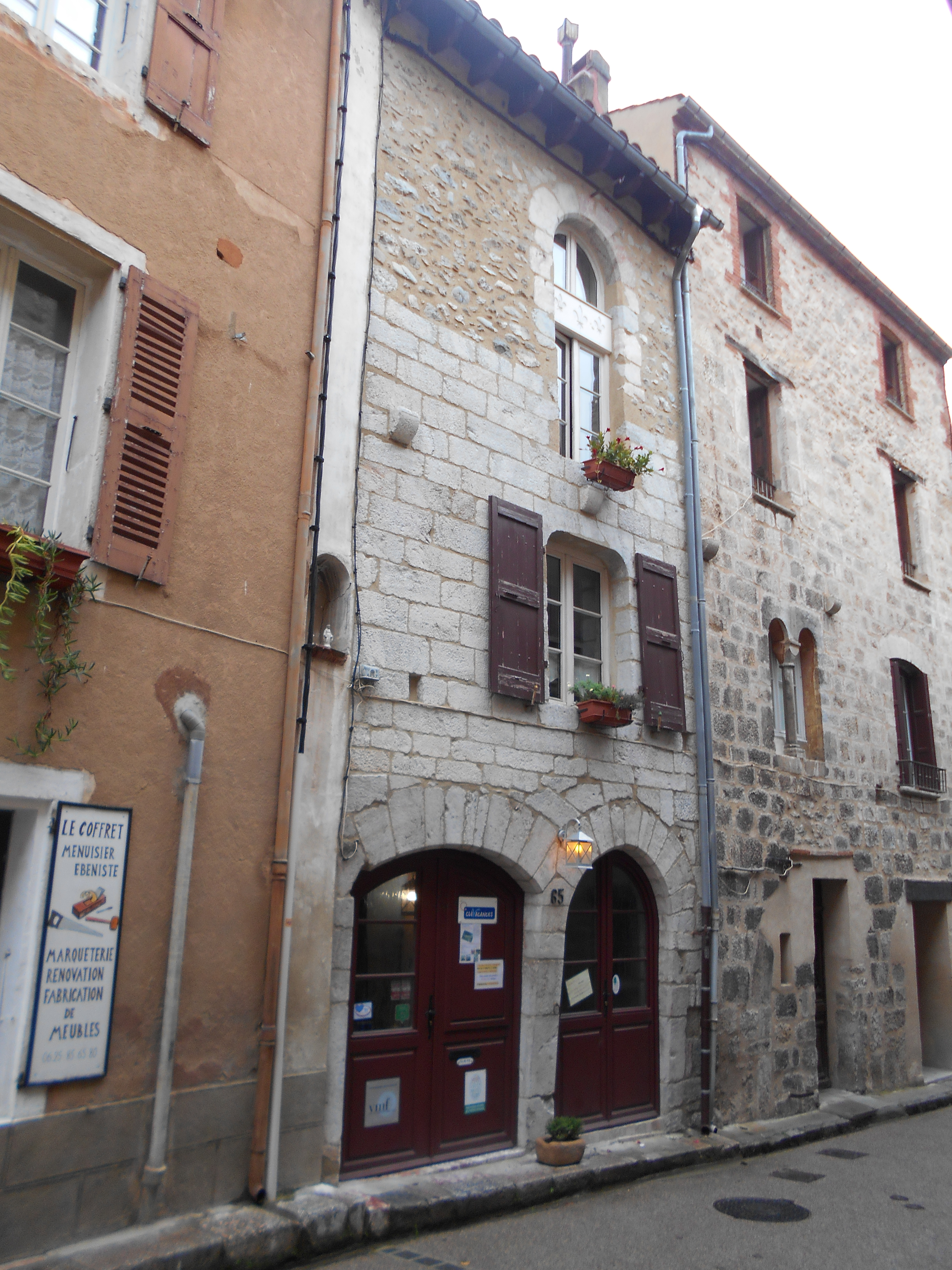
Casa de Raül Duran, des de ponent

És en el sector nord-oriental de la vila, en el número 65 del carrer de Sant Joan. Hi correspon la parcel·la cadastral 61.
És un edifici del segle xii. Antigament aquest edifici formava una unitat amb la Casa de l'Infant, que és al costat. En l'estudi de Garrigou Grandchamp les dues cases encara són considerades com una unitat.
La façana té dos arcs. A la primera planta destaca una finestra reformada que era geminada. A sobre hi ha dues consoles. S'observa pedra fins a la part superior del segon pis.